# Camille Laus
Camille Laus (Tournai, 23 de mayo de 1993) es una velocista belga especializada en carreras de 60 y 100, 200 y 400 metros, relevos 4 x 400 metros y salto de longitud. Fue campeona de Bélgica de salto de longitud en 2013, así como de 400 metros lisos, tanto en 2018 como en 2020.

## Carrera
En 2009 comenzó su carrera deportiva, compitiendo en el Festival Olímpico de la Juventud Europea que se celebraba en Tampere (Finlandia), donde compitió en las modalidades de 100 metros, quedando sexta con 12,16 segundos, y en los relevos de 4 x 100, estando a las puertas de entrar en el podio, con un cuarto puesto y 46,87 segundos de marca. En 2010 participó en su primer Campeonato de Bélgica de Atletismo en Pista Cubierta, consiguiendo su primera medalla de bronce en la categoría de 200 metros, tras conseguir recorrerlos en 25,11 segundos.
En 2011 se incorporó al equipo de Jacques Borlée. Bajo sus órdenes viajaría a Tallin (Estonia) con el equipo belga para participar en el Campeonato Europeo de Atletismo Sub-20 en los relevos de 4 x 100 metros, quedando las chicas quintas con 45,15 segundos.
En 2012 participaba en el Campeonato Mundial Júnior de Atletismo que se celebraba en Barcelona (España), donde quedó quinta en los relevos de 4 x 100 metros, con 45,12 segundos, reduciendo la marca anterior de Tallin.
En 2013, además de los eventos en pista, Camille decidió probar suerte en el salto de longitud, del que llegó a convertirse en campeona de Bélgica en 2013, consiguiendo la medalla de bronce al año siguiente.
En 2018, se convirtió en campeona de Bélgica en los 400 metros en pista cubierta. El mismo año, participó en el Campeonato Europeo de Atletismo de Berlín con el conjunto femenino belga en la prueba de relevos 4 x 400 metros, quedando cuartas, pero significando con 3:27,69 minutos un nuevo récord nacional en la disciplina.
En 2019, el equipo belga, con Laus entre las seleccionadas, iniciaría su andadura deportiva en Yokohama (Tokio), donde en mayo se emplazaron a los Relevos Mundiales, llegando a la fase clasificatoria (sin Laus) con un tiempo de 3:30.69, quedando undécimas. Al no superar el corte, las belgas pasaron a la Final B, donde cambiaron la estrategia y el organigrama de las relevistas, formando a Hanne Claes, Paulien Couckuyt, Liefde Schoemaker y Laus, llegando a quedar segundas en dicha fase, con 3:31,71 minutos.
El equipo mejoraría su marca al año siguiente, en el Campeonato Mundial de Atletismo de Doha (Catar), bajando hasta los 3:26,58 min, quedando quintas en la clasificación final, tras pasar séptimas en la primera ronda.
En 2020 volvía a alzarse como campeona de Bélgica en la modalidad de 400 metros, tanto en pista cubierta como en exterior, al cubrir dicha distancia en 53,11 y 53,13 segundos, respectivamente.

## Resultados

### Por temporada
| Representando a Bélgica | Representando a Bélgica                                     | Representando a Bélgica | Representando a Bélgica | Representando a Bélgica | Representando a Bélgica |
| ----------------------- | ----------------------------------------------------------- | ----------------------- | ----------------------- | ----------------------- | ----------------------- |
| Año                     | Competición                                                 | Lugar                   | Puesto                  | Modalidad               | Marca                   |
| 2009                    | Festival Olímpico de la Juventud Europea                    | Tampere                 | 6.ª                     | 100 metros              | 12,16 s.                |
| 2009                    | Festival Olímpico de la Juventud Europea                    | Tampere                 | 4.ª                     | Relevos 4 x 100         | 46,87 s.                |
| 2010                    | Campeonato de Bélgica de Atletismo en Pista Cubierta        | Gante                   | 3.ª                     | 200 metros              | 25,11 s.                |
| 2011                    | Campeonato Europeo de Atletismo Sub-20                      | Tallin                  | 5.ª                     | Relevos 4 x 100         | 45,15 s.                |
| 2012                    | Campeonato Mundial Júnior de Atletismo                      | Barcelona               | 5.ª                     | Relevos 4 x 100         | 45,12 s.                |
| 2013                    | Campeonato de Bélgica de Atletismo                          | Bruselas                | 1.ª                     | Salto de longitud       | 6,03 m.                 |
| 2014                    | Campeonato de Bélgica de Atletismo                          | Bruselas                | 3.ª                     | Salto de longitud       | 6,04 m.                 |
| 2015                    | Campeonato Europeo de Atletismo por Naciones - Primera Liga | Heraclión               | 6.ª                     | 100 metros              | 12,17 s.                |
| 2018                    | Campeonato de Bélgica de Atletismo en Pista Cubierta        | Gante                   | 1.ª                     | 400 metros              | 54,11 s.                |
| 2018                    | Campeonato Europeo de Atletismo                             | Berlín                  | 4.ª                     | Relevos 4 x 400         | 3:27,69 m.              |
| 2019                    | Campeonato de Bélgica de Atletismo en Pista Cubierta        | Gante                   | 2.ª                     | 400 metros              | 53,22 s.                |
| 2019                    | Campeonato de Bélgica de Atletismo                          | Bruselas                | 1.ª                     | 400 metros              | 52,27 s.                |
| 2019                    | Relevos Mundiales                                           | Yokohama                | 11.ª (q)                | Relevos 4 x 400         | 3:30,69 m.              |
| 2019                    | Relevos Mundiales                                           | Yokohama                | 2.ª (F.B)               | Relevos 4 x 400         | 3:31,71 m.              |
| 2019                    | Campeonato Mundial de Atletismo                             | Doha                    | 6.ª                     | Relevos 4 x 400         | 3:27,15 m.              |
| 2020                    | Campeonato de Bélgica de Atletismo en Pista Cubierta        | Gante                   | 1.ª                     | 400 metros              | 53,11 s.                |
| 2020                    | Campeonato de Bélgica de Atletismo                          | Bruselas                | 1.ª                     | 400 metros              | 53,13 s.                |
| 2021                    | Campeonato Europeo de Atletismo en Pista Cubierta           | Toruń                   | 4.ª (H2)                | 400 metros              | 53,68 s.                |
| 2021                    | Juegos Olímpicos                                            | Tokio                   | 7.ª                     | Relevos 4 x 400         | 3:23,96 m.              |
| 2022                    | Campeonato Mundial de Atletismo en Pista Cubierta           | Belgrado                | 3.ª (H4)                | 400 metros              | 52,51 s.                |
| 2022                    | Campeonato Mundial de Atletismo en Pista Cubierta           | Belgrado                | 6.ª                     | Relevos 4 x 400         | 3:33,61 m.              |
| 2022                    | Campeonato Mundial de Atletismo                             | Eugene                  | 6.ª (H3)                | 400 metros              | 52,56 s.                |
| 2022                    | Campeonato Mundial de Atletismo                             | Eugene                  | 6.ª                     | Relevos 4 x 400         | 3:26,29 m.              |
| 2022                    | Campeonato Mundial de Atletismo                             | Eugene                  | 7.ª (H1)                | Relevos mixtos 4 x 400  | 3:16,01 m.              |
| 2022                    | Campeonato Europeo de Atletismo                             | Múnich                  | 8.ª (SF2)               | 400 metros              | 54,28 s.                |
| 2022                    | Campeonato Europeo de Atletismo                             | Múnich                  | 4.ª                     | Relevos 4 x 400         | 3:22,12 m.              |

### Mejores marcas
| Disciplina                       | Marca             | Lugar             | Fecha                |
| -------------------------------- | ----------------- | ----------------- | -------------------- |
| 60 metros lisos (pista cubierta) | 7,53 s.           | Gante             | 24 de enero de 2015  |
| 100 metros lisos (exterior)      | 11,77 s.          | Bruselas          | 25 de junio de 2016  |
| 200 metros lisos (exterior)      | 23,58 s.          | Knoxville         | 7 de mayo de 2022    |
| 400 metros lisos (exterior)      | 51,49 s.          | La Chaux-de-Fonds | 1 de julio de 2018   |
| 4 x 400 metros relevos           | 3:22,12 min. (NR) | Múnich            | 20 de agosto de 2022 |
| 4 x 400 metros relevos mixtos    | 3:11,51 min. (NR) | Tokio             | 31 de julio de 2021  |
| Salto de longitud                | 6,05 m.           | Lede              | 6 de julio de 2013   |